# Музейно-меморіальний комплекс «Рідна хата» Патріярха Йосифа Сліпого
Музейно-меморіальний комплекс «Рідна хата» Патріярха Йосифа Сліпого — духовно-меморіальний музей у селі Заздрості Теребовлянського району Тернопільської області.
Засновник, ініціатор та фінансовий утримувач — Релігійне товариство українців-католиків "Свята Софія" США (голова Ірина Іванкович).
Серед експонатів — одяг Йосифа Сліпого, світлини, побутові речі.
У музей проводять духовні з'їзди, науково-теологічні конференції тощо. Обслуговують садибу працівники Представництва Релігійного Товариства українців-католиків «Свята Софія» США в Україні на чолі з Данутою Іванкович.

## Історія
Виконуючи волю Йосифа Сліпого, Романа Навроцька у 1995 викупила його батьківську землю в онука рідного брата Патріарха — М. Сліпого і розпочала будову комплексу. Тоді ж вирішили поставити тут великий будинок із каплицею та конференційною залою.
Будівництво розпочалося 16 квітня 1995 року, коли було посвячено наріжний камінь під Музейний комплекс у пам'ять 50-ї річниці арешту владик Української греко-католицької церкви. Владика Юліян (Ґбур) освятив площу під будівництво комплексу.
Будову завершено через три роки та 13 вересня 1998 року відбулося урочисте посвячення музейного комплексу.
17 лютого 2017 р. з нагоди 125-ліття від дня народження Патріярха Йосифа Сліпого було відкрито нову музейну експозицію після реконструкції будинку.
17 вересня 2022 р. з нагоди 130-ліття Патріярха Йосифа освячено новий іконостас авторства Олега Мамедова. Ікони відреставрував та написав Микола Шевчук. 

## Заповіт
Перед смертю Йосиф Сліпий попросив:
«Як прийде час, відкупіть мою родинну хату в Заздрості, — а потім побачите, що зробите»
Товариство «Свята Софія» у США, яке Патріярх заснував у 1974 році, виконало цей заповіт і викупило родинне гніздо Сліпих у Заздрості.

## Об'єкти комплексу
- Відреставрована хата, яка сьогодні виглядає так, як у 1860—1870 рр., коли тут мешкала родина Сліпих.
- Музейний комплекс — музейні приміщення, у яких зберігаються особисті речі Блаженнішого Йосифа, предмети одягу, книги, документи, світлини тощо, а також кімнати, в яких відбуваються наукові конференції та заняття з молоддю, і книгарня.
- Меморіяльна каплиця-церква, автори проєкту — професори-архітектори Андрій Рудницький, Микола Бевз та Ю. Дубик, за працю при Комплексі вони отримали відзнаку — Диплом першого ступеня на конкурсі на найкращий об'єкт, збудований в Україні в 1999 році.
- У фоє музею встановлено пам'ятний знак на честь жертводавців з Товариства «Свята Софія». На таблиці напис: «Ісповідникові віри Блаженнішому Патріярхові Йосифові з любов'ю та вдячністю „Свята Софія“ Релігійне Товариство українців католиків США. Сини і дочки України в розсіянні сущі».
- Біля пам'ятного знаку — погруддя доктора Романи Навроцької (пом. 11.1999, Філадельфія), багаторічної голови Товариства «Свята Софія». Музей у Заздрості став останньою справою цілого її життя.
- Погруддя Йосифа Сліпого у дворі комплексу.
- Криниця-журавель та віз на подвір'ї комплексу. Хрест першої стації Хресної Дороги, що з'єднує Заздрість із Зарваницею.

## Навчально-духовна діяльність
Комплекс знаходиться під кураторством Товариства «Свята Софія» США, головою якого є д-р Ірина Іванкович та Представництва Товариства в Україні під головуванням Данути Іванкович. 
У музейному комплексі проводяться екскурсії для відвідувачів, катехизації дітей, літні табори, вишколи та реколекції для чернечих спільнот і молодіжних організацій «Обнова», Пласт, СУМ, «Іскра Любові» та інших, надаються приміщення для проведення реабілітації алкогольнозалежних, зустрічей родин загиблих воїнів, святкування, симпозіуми, круглі столи, конференції, пропам'ятні заходи на честь Патріярха. З 2015 року проводиться благодійна літня школа англійської мови для молоді пільгових категорій. На її базі у липні 2017 р. було створено Школу англомовних християнських аніматорів (ШАХА). Того ж року Товариство "Свята Софія" США започаткувало реколекційно-методичні семінари для вчителів англійської мови. З 2018 року діє проєкт ESLforONL - англійська для ліцеїстів Військово-морського ліцею ім. В. Безкоровайного (м. Одеса), з 2020 р. - благодійний англомовний театр "Josyf". Усі ці лінгвістичні проєкти об'єднані під благодійною платформою ESL.Ukraine. З жовтня 2020 р. при ММК діє Школа шляхетних панянок.